# فرنتس پلاتکو
فرنتس پلاتکو (مجاری: Plattkó Ferenc؛ ۲ دسامبر ۱۸۹۸ – ۲ سپتامبر ۱۹۸۳) بازیکن فوتبال اهل مجارستان بود. در دهه‌های ۱۹۱۰ و ۱۹۲۰ به عنوان دروازه‌بان بازی می‌کرد.
وی همچنین در تیم ملی فوتبال مجارستان بازی کرده‌است.